# Naarda ineffectalis
Naarda ineffectalis là một loài bướm đêm thuộc họ Noctuidae.